# Şəfa Baku
Şəfa Baku (czyt. Szafa Baku) – azerski klub piłkarski, z siedzibą w stolicy kraju Baku.

## Historia
Klub piłkarski Şəfa został założony w Baku w 1998. W tym samym roku debiutował w najwyższej lidze Azerbejdżanu. W sezonie 2004/2005 ukończył tylko rundę jesienną, a zimą z powodów finansowych został rozwiązany.

## Sukcesy
- wicemistrz Azerbejdżanu: 2001/2002
- zdobywca Pucharu Azerbejdżanu: 2000/2001

## Europejskie puchary
Legenda do wszystkich tabel:
- Q – runda eliminacyjna, 1/16, 1/8, 1/4, 1/2 – odpowiednia faza rozgrywek, Grupa – runda grupowa, 1r gr – pierwsza runda grupowa, 2r gr – druga runda grupowa, F – finał, R – runda, PO – play-off
- k. – rzuty karne, los. – losowanie, Dogr. – dogrywka, w. – zasada bramek strzelonych na wyjeździe

| Sezon   | Rozgrywki   | Runda | Przeciwnik       | Dom | Wyjazd | Ogólnie |
| ------- | ----------- | ----- | ---------------- | --- | ------ | ------- |
| 2001/02 | Puchar UEFA | 1R    | Olimpija Lublana | 0–3 | 0–4    | 0–7     |